# Plana de Vic

Localització de la plana de Vic

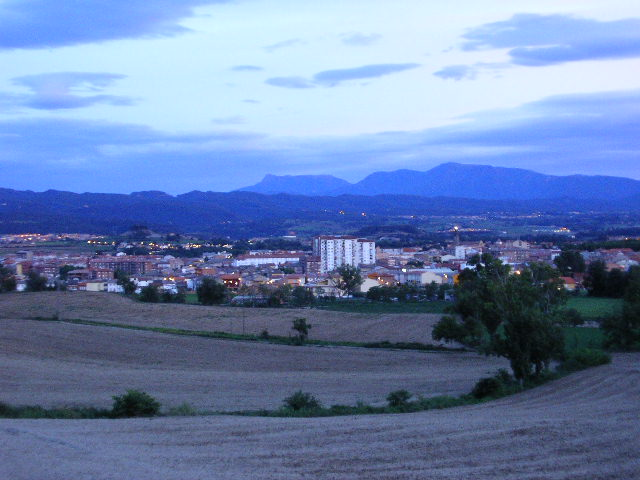
Vista parcial de la Plana, amb Manlleu en primer terme i el Montseny al fons.

La plana de Vic és una depressió allargada en direcció nord-sud que constitueix el nucli central de la comarca d'Osona. La ciutat de Vic, situada al seu centre, n'és el nucli més important.
El riu Ter i els seus afluents amb la seva acció erosiva, molt més profunda en la banda de llevant que en la de ponent, van originar la Plana de Vic que compta amb uns 30 quilòmetres de llargada.
La plana de Vic està totalment envoltada de muntanyes; les del Ripollès i la Garrotxa cap al nord; les Guilleries a l'est; el Montseny al sud-est; el Moianès i el Lluçanès cap a ponent, i queda tancada per un cercle de serralades. A causa de la seva situació, a la plana es dona el fenomen atmosfèric de la inversió tèrmica.
| Dades climàtiques a Els Hostalets de Balenyà (1971-2000) | Dades climàtiques a Els Hostalets de Balenyà (1971-2000) | Dades climàtiques a Els Hostalets de Balenyà (1971-2000) | Dades climàtiques a Els Hostalets de Balenyà (1971-2000) | Dades climàtiques a Els Hostalets de Balenyà (1971-2000) | Dades climàtiques a Els Hostalets de Balenyà (1971-2000) | Dades climàtiques a Els Hostalets de Balenyà (1971-2000) | Dades climàtiques a Els Hostalets de Balenyà (1971-2000) | Dades climàtiques a Els Hostalets de Balenyà (1971-2000) | Dades climàtiques a Els Hostalets de Balenyà (1971-2000) | Dades climàtiques a Els Hostalets de Balenyà (1971-2000) | Dades climàtiques a Els Hostalets de Balenyà (1971-2000) | Dades climàtiques a Els Hostalets de Balenyà (1971-2000) | Dades climàtiques a Els Hostalets de Balenyà (1971-2000) |
| Mes                                                      | gen                                                      | febr                                                     | març                                                     | abr                                                      | maig                                                     | juny                                                     | jul                                                      | ag                                                       | set                                                      | oct                                                      | nov                                                      | des                                                      | anual                                                    |
| -------------------------------------------------------- | -------------------------------------------------------- | -------------------------------------------------------- | -------------------------------------------------------- | -------------------------------------------------------- | -------------------------------------------------------- | -------------------------------------------------------- | -------------------------------------------------------- | -------------------------------------------------------- | -------------------------------------------------------- | -------------------------------------------------------- | -------------------------------------------------------- | -------------------------------------------------------- | -------------------------------------------------------- |
| Màxima rècord °C (°F)                                    | 20.0 (68)                                                | 22.0 (71.6)                                              | 26.0 (78.8)                                              | 26.0 (78.8)                                              | 31.5 (88.7)                                              | 35.0 (95)                                                | 39.0 (102.2)                                             | 41.0 (105.8)                                             | 35.0 (95)                                                | 29.0 (84.2)                                              | 25.0 (77)                                                | 21.0 (69.8)                                              | 41.0 (105.8)                                             |
| Màxima mitjana °C (°F)                                   | 9.6 (49.3)                                               | 12.0 (53.6)                                              | 14.7 (58.5)                                              | 16.3 (61.3)                                              | 20.0 (68)                                                | 24.1 (75.4)                                              | 28.3 (82.9)                                              | 27.9 (82.2)                                              | 24.1 (75.4)                                              | 19.0 (66.2)                                              | 13.4 (56.1)                                              | 10 (50)                                                  | 18.3 (64.9)                                              |
| Mitjana diària °C (°F)                                   | 3.8 (38.8)                                               | 5.6 (42.1)                                               | 8.1 (46.6)                                               | 9.8 (49.6)                                               | 13.7 (56.7)                                              | 17.7 (63.9)                                              | 21.1 (70)                                                | 21.0 (69.8)                                              | 17.8 (64)                                                | 13.0 (55.4)                                              | 7.7 (45.9)                                               | 4.8 (40.6)                                               | 12.0 (53.6)                                              |
| Mínima mitjana °C (°F)                                   | −2.0 (28.4)                                              | −0.8 (30.6)                                              | 1.4 (34.5)                                               | 3.4 (38.1)                                               | 7.4 (45.3)                                               | 11.3 (52.3)                                              | 13.8 (56.8)                                              | 14.1 (57.4)                                              | 11.5 (52.7)                                              | 7.0 (44.6)                                               | 2.0 (35.6)                                               | −0.4 (31.3)                                              | 5.7 (42.3)                                               |
| Mínima rècord °C (°F)                                    | −18.0 (−0.4)                                             | −13.0 (8.6)                                              | −10.0 (14)                                               | −5.0 (23)                                                | −1.0 (30.2)                                              | 3.0 (37.4)                                               | 6.0 (42.8)                                               | 5.0 (41)                                                 | 0.0 (32)                                                 | −4.0 (24.8)                                              | −10.0 (14)                                               | −10.0 (14)                                               | −18.0 (−0.4)                                             |
| Precipitació mitjana mm (polzades)                       | 51.0 (2.008)                                             | 27.3 (1.075)                                             | 39.8 (1.567)                                             | 58.1 (2.287)                                             | 87.2 (3.433)                                             | 66.4 (2.614)                                             | 41.6 (1.638)                                             | 68.8 (2.709)                                             | 75.0 (2.953)                                             | 68.4 (2.693)                                             | 45.4 (1.787)                                             | 60.7 (2.39)                                              | 689.6 (27.15)                                            |
| Mitjana de dies de pluja                                 | 6.8                                                      | 5.1                                                      | 6.6                                                      | 10.2                                                     | 10.9                                                     | 8.2                                                      | 5.7                                                      | 7.8                                                      | 7.3                                                      | 7.1                                                      | 6.2                                                      | 7.0                                                      | 89.0                                                     |
| Mitjana de dies de gelada                                | 24.4                                                     | 18.4                                                     | 11.3                                                     | 5.3                                                      | 0.3                                                      | 0.0                                                      | 0.0                                                      | 0.0                                                      | 0.0                                                      | 1.7                                                      | 12.3                                                     | 19.7                                                     | 93.4                                                     |
| Font: Servei Meteorològic de Catalunya                   |                                                          |                                                          |                                                          |                                                          |                                                          |                                                          |                                                          |                                                          |                                                          |                                                          |                                                          |                                                          |                                                          |

## Llocs d'interès
Els "turons testimoni" són característics del paisatge de la plana de Vic. Hi ha zones on es troben molts fòssils.
La vegetació original de la plana foren els boscos de roure martinenc (Quercus pubescens), però actualment n'hi ha molt pocs a causa de la contínua intervenció humana des de temps antics. Els roures monumentals de Malla formen part del patrimoni natural del poble i són dels pocs que s'han preservat.
El castell de Sant Martí de Centelles: situat dalt d'un turonet. Conegut popularment com l'Agullola de Sant Martí. En resten les ruïnes.
Pou Roqueta a Tona: baixant les 100 escales de marbre de l'antic balneari Roqueta hi ha el pou de la deu d'aigua, que es pot beure i que anava molt bé per a les malalties.

## Parts de la vall i municipis
Com bé descriu l'estudi sobre el "Marc geogràfic de Vic" publicat per l'Ajuntament de Vic: "La majoria d'estudis geogràfics sobre la Plana de Vic la divideixen en tres parts: L'Alt Congost al sud, amb Centelles, Tona i Balenyà com a principals nuclis de població; la part central de la Plana, que correspon al fons de la depressió, amb Vic, Manlleu i Roda de Ter com a principals nuclis; i la Vall del Ges i el Bisaura al nord, amb Torelló i Sant Quirze de Besora com a nuclis més importants. Tot i això, aquestes àrees són força difuses, i sovint les relacions intermunicipals tenen un àmbit més global."
Altres municipis de la plana de Vic són: les Masies de Voltregà, Gurb, l'Esquirol, a cavall entre la plana i el Collsacabra, i Folgueroles (a cavall entre la plana i el massís de les Guilleries), entre molts altres.